# AH-1超级眼镜蛇
AH-1W「超级眼镜蛇」（英語：AH-1W SuperCobra）是美國海軍陸戰隊的一型攻击直升机。该型直升机是基于美国陆军单引擎AH-1眼鏡蛇直升機的双引擎升级版，同系列还包括其前身AH-1J海眼镜蛇和AH-1T增强型海眼镜蛇。
从1986年到1999年，美國海军陆战队接收了179架超级眼镜蛇直升机，飞行时间达933,614小时。2020年10月最后一架AH-1W超级眼镜蛇从美国海军陆战队退役，被AH-1Z蝰蛇直升機取代。

## 设计开发

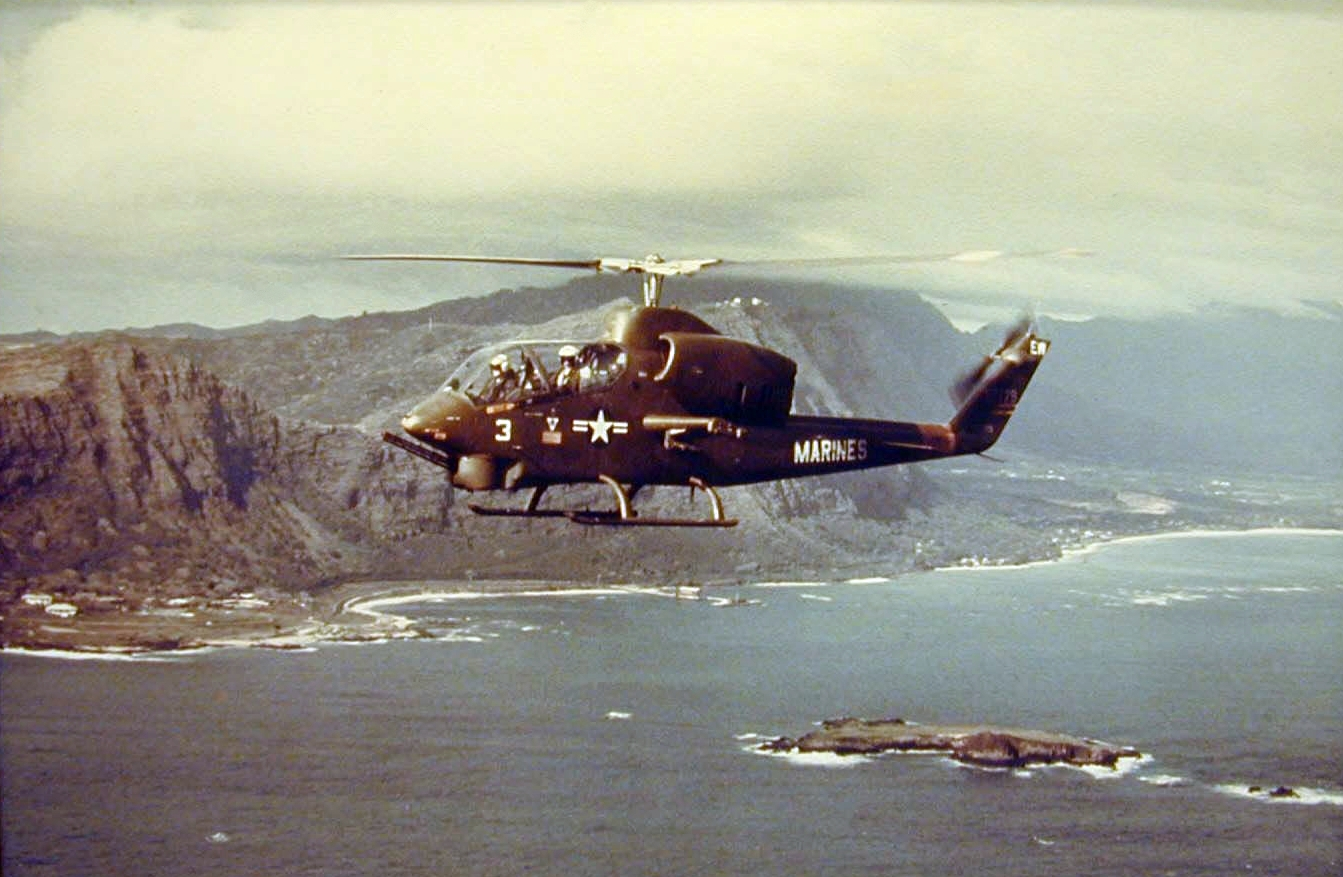
AH-1J海眼镜蛇

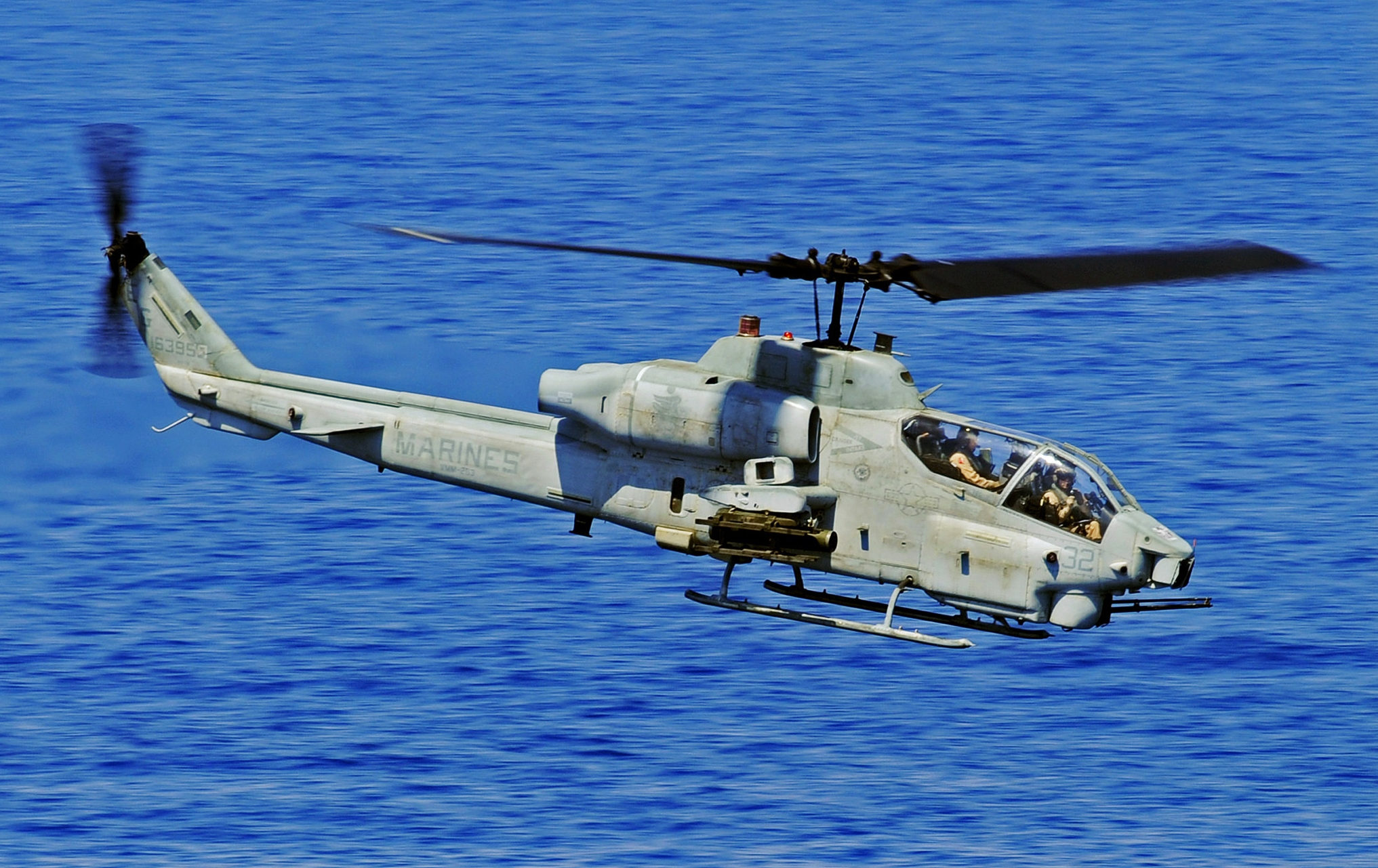
AH-1W超级眼镜蛇

AH-1眼鏡蛇直升機开发于1960年代中期，用作美国陆战的临时武装直升机，其与UH-1直升機共享传动装置、旋翼系统和涡轴发动机等配件。1967年6月，首架AH-1G休伊眼镜蛇直升机交付使用，在接下来的1967年至1973年间，AH-1G休伊眼镜蛇共生产了1116架，在越南的飞行时间超过了100万小时。
美国海军陆战队也对AH-1G休伊眼镜蛇产生了兴趣，其更偏向于双引擎版本以提高水上作业的安全性，同时还希望安装火力更强大的炮塔。1968年5月，海军陆战队与贝尔签订了49架双引擎AH-1J海眼镜蛇的合同。AH-1J海眼镜蛇安装了M197加特林機炮。1970年代，美国海军陆战队要求海眼镜蛇在高温环境下有更强的运载能力。于是贝尔基于309型眼镜蛇王试验机开发了AH-1T增强型海眼镜蛇。AH-1T增强型海眼镜蛇升级了变速箱和发动机，携带反坦克导弹系统。
1980年代初期，美国海军陆战队希望采购新型直升机。1981年国会否决了AH-64阿帕契直升機的采购，于是海军陆战队转而升级现有的AH-1T增强型海眼镜蛇。AH-1T的火控系统得到改进，并可以携带发射AIM-9響尾蛇飛彈和AGM-114地獄火飛彈，该升级型号被称为AH-1W超级眼镜蛇。1986年3月，AH-1W超级眼镜蛇开始交付，共量产了179架，此外还有43架从AH-1T升级而来。
此外，伊朗巴列维王朝在1971年从美国购买了202架改进型AH-1J，称为AH-1J国际版。该型号装备了普惠加拿大T400-WV-402发动机，其中62架可发射BGM-71拖式飛彈。由于伊朗伊斯兰革命后军购受限，伊朗还曾在AH-1J上加装AGM-65小牛飛彈。

## 規格

### AH-1J海眼镜蛇
参考资料：Bell AH-1 Cobra,Modern Fighting Aircraft
基本信息
- 机组：2
- 長度：53英尺5英寸（16.28）计入主旋翼以及尾旋翼

45英尺9英寸（14米） 仅机身
- 空重：6,610磅（2,998）
- 最大起飛重量：10,000磅（4,536）
- 发动机：1台普惠加拿大T400-CP-400 (PT6T-3 Twin-Pac)渦輪軸發動機，1,530匹軸馬力（1,140千瓦特）
- 主旋翼直徑：43英尺11英寸（13.39）
- 主旋翼面積：1,514.97平方英尺（140.745平方）

性能
- 最大速度：152節（175英里每小時；282每小時）
- 絕不超過速度：190節（219英里每小時；352每小時）
- 航程：311海里（358英里；576）
- 升限：10,500英尺（3,200）
- 爬升率：1,090英尺每分鐘（5.5每秒）

武器

- M197三管20毫米加特林机炮（备弹750发）
- 2.75英寸（70毫米）Mk 40或九頭蛇70航空火箭弹 - 7发或19发火箭荚仓
- 5英寸（127毫米）祖尼火箭 - 最多4个LAU-10D/A火箭荚仓共16发
- AIM-9響尾蛇飛彈空对空导弹 - 每个挂载点一枚

### AH-1W超级眼镜蛇
参考资料：Verier,Modern Fighting Aircraft,International Directory of Military Aircraft
基本信息
- 机组：Two
- 長度：58英尺0英寸（17.68）计入主旋翼以及尾旋翼

45英尺7英寸（14米） 仅机身
- 空重：10,200磅（4,627）
- 最大起飛重量：14,750磅（6,690）
- 发动机：2台通用电气 T700-401渦輪軸發動機，每台1,690匹軸馬力（1,260千瓦特）
- 主旋翼直徑：45英尺7英寸（13.89）
- 主旋翼面積：1,514.97平方英尺（140.745平方）

性能
- 最大速度：190節（219英里每小時；352每小時）
- 絕不超過速度：190節（219英里每小時；352每小時）
- 航程：317海里（365英里；587）
- 升限：12,200英尺（3,700）
- 爬升率：1,620英尺每分鐘（8.2每秒）

武器

- M197三管20毫米加特林机炮（备弹750发）
- 2.75英寸（70毫米）Mk 40或九頭蛇70航空火箭弹或APKWS II[14]- 7发或19发火箭荚仓
- 5英寸（127毫米）祖尼火箭 - 最多4个LAU-10D/A火箭荚仓共16发
- BGM-71拖式飛彈 – 最多8枚
- AGM-114地獄火飛彈 - 最多8枚
- AIM-9響尾蛇飛彈空对空导弹 - 最多2枚

## 用户

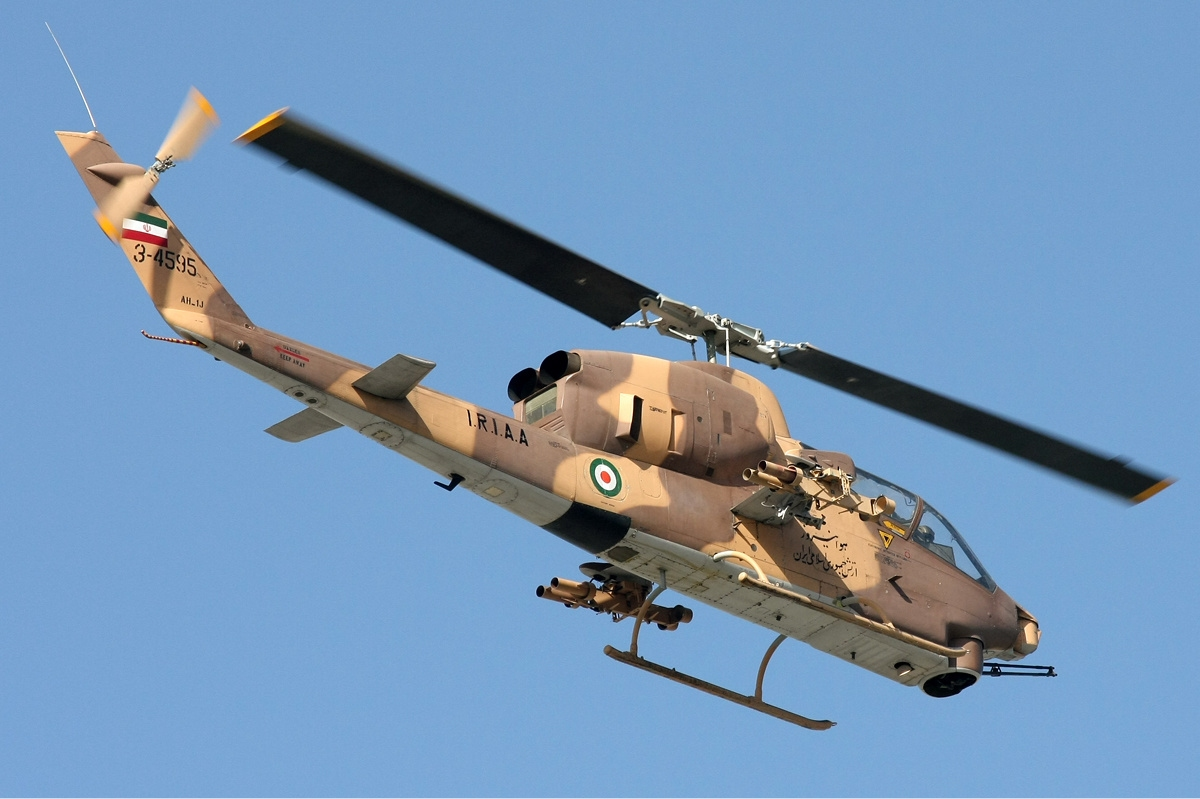
伊朗陆军航空兵AH-1J

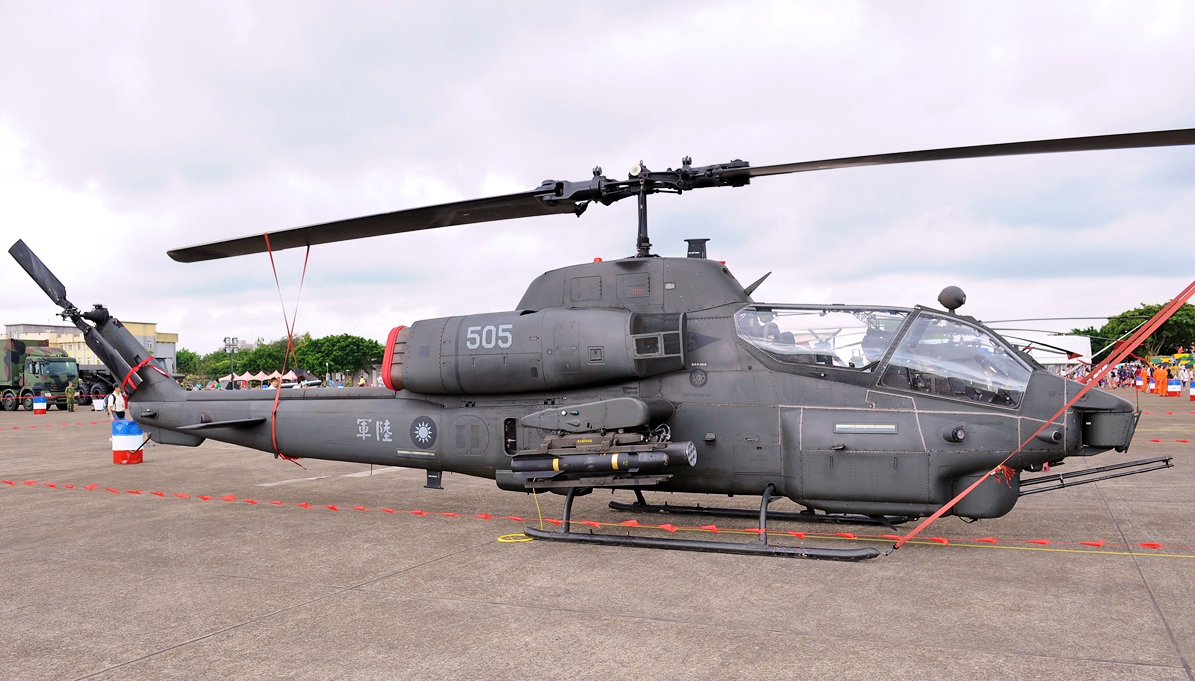
中華民國陸軍AH-1W超级眼镜蛇

### 前用户
- 美国，美国海军陆战队
- 伊朗王國，伊朗帝国陆军航空兵[15]
- 土耳其，土耳其陆军[16]

### 现用户
- 伊朗，伊朗伊斯兰共和国陆军航空兵[17]

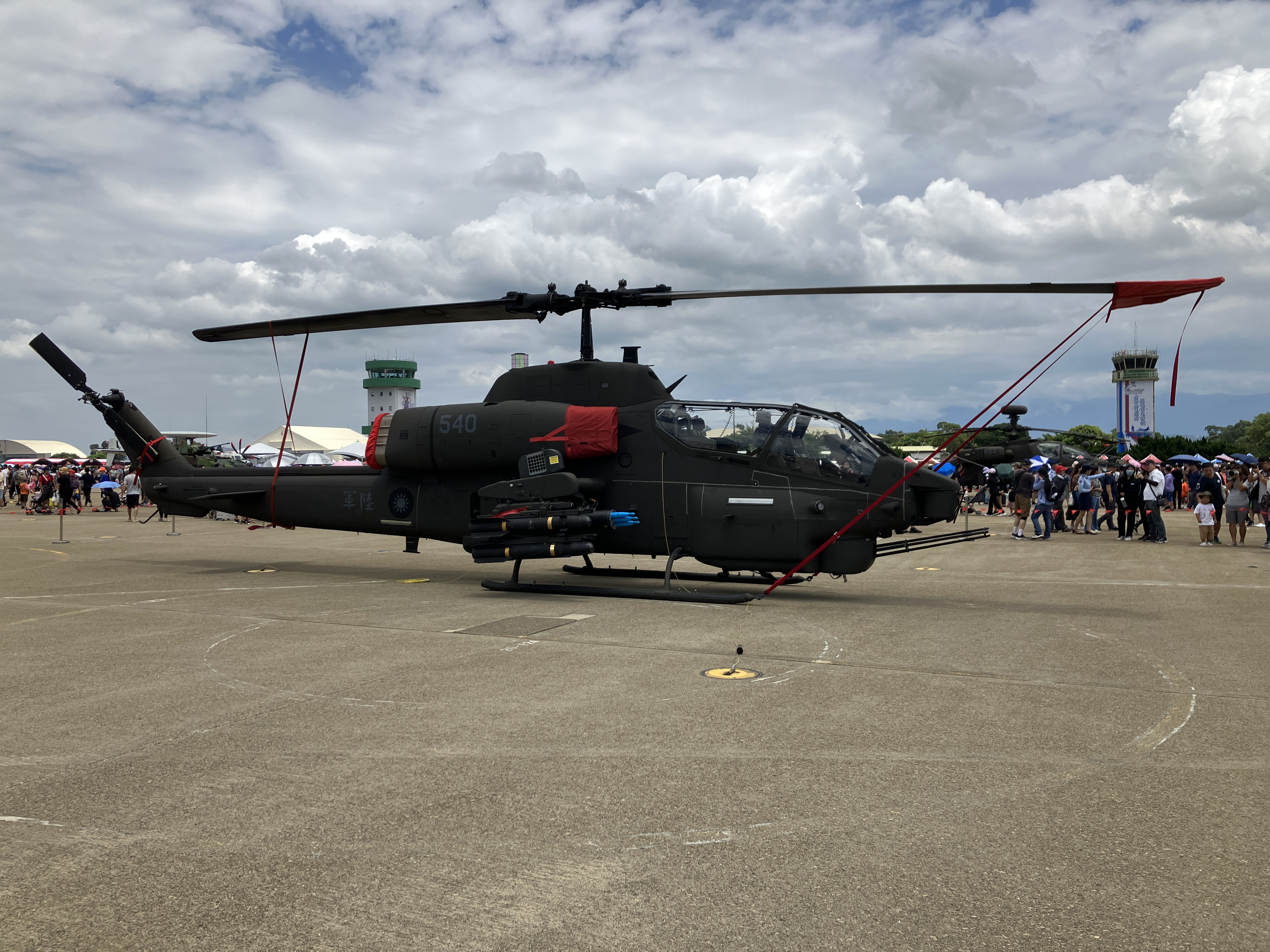
中華民國陸軍AH-1W直升機

- 中華民國，中華民國陸軍[17]
- 土耳其，土耳其海军[18]